# Pararge camoena
Pararge camoena är en fjärilsart som beskrevs av Hans Fruhstorfer 1908. Pararge camoena ingår i släktet Pararge och familjen praktfjärilar. Inga underarter finns listade i Catalogue of Life.